# Beeldend Licht
Beeldend Licht is een documentaire over het leven en werk van kunstenares Annemiek Punt, gemaakt door filmmaker Fokke Baarssen. Beeldend Licht ging in 2017 in première. Internationaal is de film getiteld Visual Light.

## Inhoud
Filmmaker Fokke Baarssen heeft Annemiek Punt ruim twee jaar gevolgd met zijn camera om vast te leggen hoe zij tot haar kunstwerken komt en waar zij haar inspiratie vandaan haalt. Hij filmde onder meer in Venetië en Suriname. In de documentaire komt ook Annemieks kunstwerk voor de Nieuwe Kerk in Delft aan bod.

## Filmfestivals en prijzen
- 2018 - Award of Merit, Impact Docs Awards, Verenigde Staten
- 2018 - Officiële selectie, Golden Door International Filmfestival, Verenigde Staten
- 2018 - Officiële selectie, Paris Play Filmfestival, Frankrijk
- 2018 - Officiële selectie, Alexandre Trauner Art Filmfestival, Hongarije
- 2018 - Officiële selectie, Lift-Off Global Network Amsterdam, Nederland
- 2019 - Best Director Award, Art Non Stop Festival, Argentinië

## Bijdragen
De technische afronding van de film vond plaats in Hollywood, waar Fokke Baarssen met een internationale team heeft samengewerkt. 
Regie: Fokke Baarssen
Camera: Jelle Tichelaar, Fokke Baarssen
Muziek: Thomas Bernhard Hengeveld
Geluidsnabewerking: John Wood
Color grading: Juan Garsen